# Cowboys de la A3
Cowboys de la A3 es el segundo álbum de estudio de la banda española de rock alternativo Arde Bogotá. Fue lanzado el 12 de mayo de 2023 a través de Sony Music España. Con este álbum la banda se consolidó definitivamente, especialmente al obtener hitos como certificar un doble disco de platino en España o estar nominado a los Premios Grammy Latinos 2023.

## Antecedentes
El 23 de junio de 2022, en una entrevista con Europa Press momentos antes de concluir su gira Vibra Malou en la Sala La Riviera de Madrid, los miembros de Arde Bogotá precisaron que su segundo disco, cuya composición se compaginaría con la preparación de su gira en verano de 2022, notará "una evolución de la banda." En septiembre de 2022, el grupo anunció que el disco comenzaría a grabarse en noviembre de 2022, una vez concluida su gira, y que se lanzaría en 2023, mientras que el vocalista, Antonio García, afirmó en una entrevista a EFE que "seguirá la línea" de La noche y que "será más maduro, mejor escrito, mejor compuesto". En diciembre de 2022, el grupo confirmó que la grabación del disco ya había terminado.
En marzo de 2023, se anunció que el nuevo disco se lanzaría el 12 de mayo y que llevaría de nombre Cowboys de la A3, coincidiendo con el lanzamiento del sencillo homónimo. El título hace referencia a la autovía A-3 que conecta el Levante español con Madrid, y que tantas veces recorrió el grupo retornando a su tierra natal, representado este viaje por la figura del cowboy.

## Lista de canciones
Todas las letras escritas por Antonio García, toda la música compuesta por Arde Bogotá (Antonio García, Dani Sánchez, Pepe Esteban y José Ángel Mercader). 
| N.º   | Título                           | Duración |  |
| 1.    | «Los perros»                     | 3:49     |  |
| 2.    | «Nuestros pecados»               | 2:39     |  |
| 3.    | «Qué vida tan dura»              | 3:23     |  |
| 4.    | «Clávame tus palabras»           | 3:28     |  |
| 5.    | «Cowboys de la A3»               | 4:36     |  |
| 6.    | «Copilotos»                      | 2:32     |  |
| 7.    | «Veneno»                         | 3:54     |  |
| 8.    | «Escorpio y sagitario»           | 2:51     |  |
| 9.    | «Besos y animales»               | 3:28     |  |
| 10.   | «Flor de la mancha»              | 4:23     |  |
| 11.   | «Todos mis amigos están tristes» | 4:35     |  |
| 12.   | «La salvación»                   | 4:23     |  |
| 44:09 |                                  |          |  |

## Recepción

### Ventas
En su primera semana de lanzamiento, del 12 al 28 de mayo de 2023, Cowboys de la A3 fue el tercer álbum más vendido de la semana en España. Desde su semana de lanzamiento el álbum se mantiene ininterrumpidamente en la lista nacional de los discos más vendidos, acumulando 88 semanas consecutivas (hasta febrero de 2025). El 12 de diciembre de 2023 consiguió la certificación de disco de oro, la de platino en 2024 y la de doble platino en agosto de 2025.

### Crítica
Cowboys de la A3 fue casi universalmente aclamada por los críticos de música. Alejandro Caballero Serrano de Mondosonoro le dio al álbum un 9 de 10, notando que los miembros de Arde Bogotá "han ganado experiencia durante esos dos años de giras" y concluyó que "si con su debut creí que nos enseñaban a cómo hacer rock afilado en 2021 [...] con este no tengo dudas de que ya se han convertido en auténticos maestros del género". Ricardo Portman de Ecos del Vinilo le dio al álbum cinco estrellas de cinco, describiéndolo como "un álbum impresionante, de esos sobre los que se habla -y escribe- durante años" y concluyendo que "nos recuerda que el rock salva". Beta Lagarda de Science of Noise le dio al álbum un 9 de 10, describiéndolo como "un disco rockero de corte clásico que luce de maravilla cuando interpretas las letras que han ideado" y diciendo que "va sacudiendo, pista tras pista, como un torbellino de emociones, de gran rock", concluyendo que el álbum es "la consagración de una banda destinada no solo a hacer 'arder Bogotá', tienen todo lo necesario para hacer arder el país entero".
Eva A. Gómez-Calcerrada de CrazyMinds le dio al álbum un 8.5 de 10, concluyendo que el grupo "ha conseguido romper los esquemas de todos aquellos que pensábamos que era otro grupo indie más" y que "aunque la salvación a veces puede estar dentro de un beso, sabemos que también lo está en esta forma de apostar por el rock n’ roll". Elchayi de RockSesion le dio al álbum una crítica positiva, comparando su "actitud y [...] aptitud de [...] sonido vocal o musical" con Héroes del Silencio, los primeros álbumes de Muse, Kaiser Chiefs o Arctic Monkeys a la vez que da crédito al grupo por interiorizar y reinterpretar sus influencias "para generar algo con la suficiente personalidad como para ser inconfundible", concluyendo que es "un disco [...] que no se arruga y apuesta por no ablandar sus formas para poder llegar a más gente, sino que sostiene su pulsión decidida por conquistar a base de rock alternativo". Miguel Rivera de RockTotal.com elogió el álbum como "el paso evolutivo inteligente que muestra a una banda más madura aún" y "mejor [que La noche], si cabe" y diciendo que "nos ofrece de regalo canciones con un peso emocional [...] con una solidez y sonido espectaculares", concluyendo que Arde Bogotá "consolida el sonido que mostraron en La noche para crecer en todos los sentidos". Pedro del Corral de El Periódico de España describió el álbum como "un cancionero tan contundente como memorable" y declarando que Arde Bogotá "no es un grupo indie al uso".
En una crítica negativa al álbum, Sebas E. Alonso de Jenesaispop le dio un 3.5 de 10, diciendo que lo mejor de las canciones de Arde Bogotá es que "desprenden energía en su humilde aproximación al rock stoner", pero también criticando que "abusa[n] de los clichés del rock, sin la imaginación, ni la gracia, ni la ambigüedad propia del año que corre" y que "serán mucho mejores que Måneskin, pero desde luego son mucho menos divertidos".

### Galardones
El álbum fue nominado el 19 de septiembre de 2023 para los Premios Grammy Latinos 2023 en la categoría de Mejor Álbum de Rock así como el primer sencillo «Los perros» en la de Mejor Canción de Rock.
También es destacable que el 18 de octubre se confirmó que la banda fue galardonada, a consecuencia del lanzamiento del álbum y su consiguiente gira, con el Premio Ondas al Fenómeno Musical del Año.